# Революционный (Ростовская область)
Революцио́нный — хутор в Зерноградском районе Ростовской области России.
Входит в состав Россошинского сельского поселения.

## История
Основан в 1873 году. До начала 1920-х годов носил название Генеральский.

## Население
| 2010 |
| ---- |
| 211  |

## Улицы
На хуторе имеются две улицы: Заречная и Магистральная.

## Известные уроженцы
- Бородаев, Владимир Алексеевич (1932—2008) — советский токарь, полный кавалер ордена Трудовой Славы.
- Шевцов, Павел Семёнович (1927—1967) — советский сталевар, Герой Социалистического Труда.